# Plagiosarus binoculus
Plagiosarus binoculus là một loài bọ cánh cứng trong họ Cerambycidae.